# David Wolfson, Baron Wolfson of Sunningdale
David Wolfson, Baron Wolfson of Sunningdale (* 9. November 1935; † 10. März 2021) war ein britischer Politiker der Conservative Party, Life Peer und Geschäftsmann.

## Leben und Karriere
Wolfson, Sohn von Charles und Hylda Wolfson, absolvierte ein Studium am Clifton College in Bristol und am Trinity College in Cambridge, das er 1956 mit einem Master of Arts in Wirtschaftswissenschaften (Economics) und Jura (Law) abschloss. Er besuchte außerdem die Stanford University in Kalifornien, wo er 1959 einen Master of Business Administration erhielt.
1960 wurde er bei der Great Universal Stores (GUS plc) tätig und war dessen Direktor von 1973 bis 1978 sowie von 1993 bis 2000 und von 1996 bis 2000 zugleich Vorsitzender. Nachdem Wolfson bei GUS plc unter Druck geraten war, ernannte er im Oktober 1999 John Peace zum Chief Executive der Katalog- und Informationsgruppe, um einen Teil seiner Verantwortlichkeiten abzugeben.
1978 und 1979 war er Sekretär des Schattenkabinetts und von 1979 bis 1985 Stabschef des Political Office der 10 Downing Street.
Von 1982 bis 1986 war Wolfson Vorsitzender (Chairman) der Alexon Group plc, von 1990 bis 1998 der Next plc, von 1995 bis 2003 der Compco, von 2002 bis 2003 der William Baird Limited und seit 2002 der Fibernet.
Von 1985 bis 1987 war er Non-Executive Director der Stewart Wrightson Holdings plc, von 2000 bis 2002 der Body Metrics Ltd und von 2001 bis 2002 der Avocet Capital Management Ltd.
Er war Direktor der Agrifirma Brazil Ltd und der Benesco Charity Ltd. Außerdem war Wolfson Berater (Adviser) der Oakley Capital Ltd, sowie Mitglied des Treuhandrates (Trustee) des Bedford Estate und des Charles Wolfson Charitable Trust. Er gehörte dem Aufsichtsrat (Board) von Shambala an.

## Mitgliedschaft im House of Lords
Am 26. März 1991 wurde Wolfson zum Life Peer als Baron Wolfson of Sunningdale, of Trevose in the County of Cornwall ernannt.
Am 7. September 2004 hielt er seine Antrittsrede im House of Lords zum Thema Irakkrieg. Erst im Februar 2012 meldete er sich erneut zu Wort, zur Health and Social Care Bill. Wolfson war nach einer Studie nur unregelmäßig anwesend, meistens im geringen einstelligen Bereich. Zuletzt stieg die Anwesenheit von ihm leicht an. Am 28. Oktober 2015 nahm er zuletzt an einer Abstimmung teil. Nachdem er in der Sitzungsperiode  2016/2017 abwesend war, ohne beurlaubt zu sein, endete automatisch seine Mitgliedschaft am 13. Juni 2017.
Als Thema von politischem Interesse nannte er auf der Webseite des Oberhauses Gesundheit.

## Wirken in der Öffentlichkeit
Als im Februar 2003 über die Rolle von Mitgliedern des Treuhandrates (Trustees) in den Medien diskutiert wurde, geriet auch der Charles Wolfson Charitable ins Gespräch. Dieser hatte im Zeitraum von 2000 bis 2001 £ 220,000 gezahlt an eine Rechtsanwaltsfirma, bei der John Franks eine Beratertätigkeit ausübte. Wolfson äußerte sich in seiner Eigenschaft als Trustee dahingehend, dass kein Geld an Franks gezahlt worden sei.
Im Oktober 2005 nahmen Wolfson und seine Frau an der Feier zum 80. Geburtstag von Margaret Thatcher teil.

## Ehrungen
1984 wurde Wolfson mit dem Knight Bachelor ausgezeichnet. 1978 wurde Wolfson Honorary Fellow des Royal College of Radiologists, 1989 des College Hughes Hall sowie des Royal College of Obstetricians and Gynaecologists.

## Familie
Wolfson war zweimal verheiratet. In erster Ehe von 1962 bis 1967 mit Patricia Rawlings, Baroness Rawlings. 1967 heiratete er Susan E. Davis, die Tochter von Hugh Davies.
Er hat zwei Söhne und eine Tochter mit seiner zweiten Frau. Sein Cousin Leonard Wolfson, Baron Wolfson war ebenfalls Life Peer.
Einer der Söhne, Simon, folgte ihm sowohl als Leiter von Next und als Life Peer der Conservative Party als Baron Wolfson of Aspley Guise nach.